# Never Let Me Go (Luther Vandross)
Never Let Me Go è l'ottavo album in studio del cantautore statunitense Luther Vandross, pubblicato nel 1993.

## Tracce
1. Little Miracles (Happen Every Day) – 4:43 (Luther Vandross, Marcus Miller)
2. Heaven Knows – 5:00 (Vandross, Reed Vertelney)
3. Love Me Again – 6:07 (Vandross, Miller)
4. Can't Be Doin' That Now – 4:47 (Vandross, Vertelney, Alan Scott)
5. Too Far Down – 6:14 (Vandross, Miller)
6. Love Is On the Way (Real Love) – 4:41 (Vandross, Miller)
7. Hustle – 5:45 (Vandross, Miller)
8. Emotion Eyes – 4:56 (Vandross, Hubert Eaves III)
9. Lady, Lady – 5:34 (Vandross, Miller)
10. How Deep Is Your Love/Love Don't Love Nobody (Instrumental interlude medley) – 3:12 (Robin Gibb, Barry Gibb, Maurice Gibb, Charles Simmons, Joseph Scott Jr, Joseph Jefferson)
11. Never Let Me Go (Johnny Ace cover) – 4:29 (Joseph Scott Jr.)